# 13 Brigada Jartia
La Brigada Jartia (en ucraniano: 13-я бригада «Хартия») es una brigada de combate de la Guardia Nacional de Ucrania formada en 2022. 
Jartia fue fundada por voluntarios para luchar contra los invasores de la región de Járkov. En 2023, Jartia se reformó como una brigada de la Guardia Nacional de Ucrania. 

## Historia
El empresario ucraniano Vsévolod Kozhemyako, director general del Grupo Agrotrade, fundó Jartia al comienzo de la invasión rusa a gran escala de Ucrania. El desarrollo militar de Jartia fue dirigido por Igor “Cornet” Obolienskiy, coronel de la Guardia Nacional de Ucrania que se reincorporó al ejército en 2022 después de un período de tres años en el mundo empresarial.

“Vsévolod [Kozhemyako] me llamó y me propuso unir nuestras fuerzas», recordó el comandante de Jartia, Obolienskiy. «Yo era responsable de las tropas y él de la gestión y organización de la unidad. Así que desde el principio tuvimos una gran sinergia”.

En la primavera de 2022, Jartia luchó contra los invasores rusos cerca de Járkov y liberó Ruska Lozova junto con otras fuerzas ucranianas. Jartia fue una de las primeras unidades ucranianas en alcanzar la frontera rusa durante la contraofensiva en la región de Jartia en septiembre de 2022. En diciembre de 2022, Jartia fue la única unidad militar voluntaria ucraniana en la batalla de Bajmut.

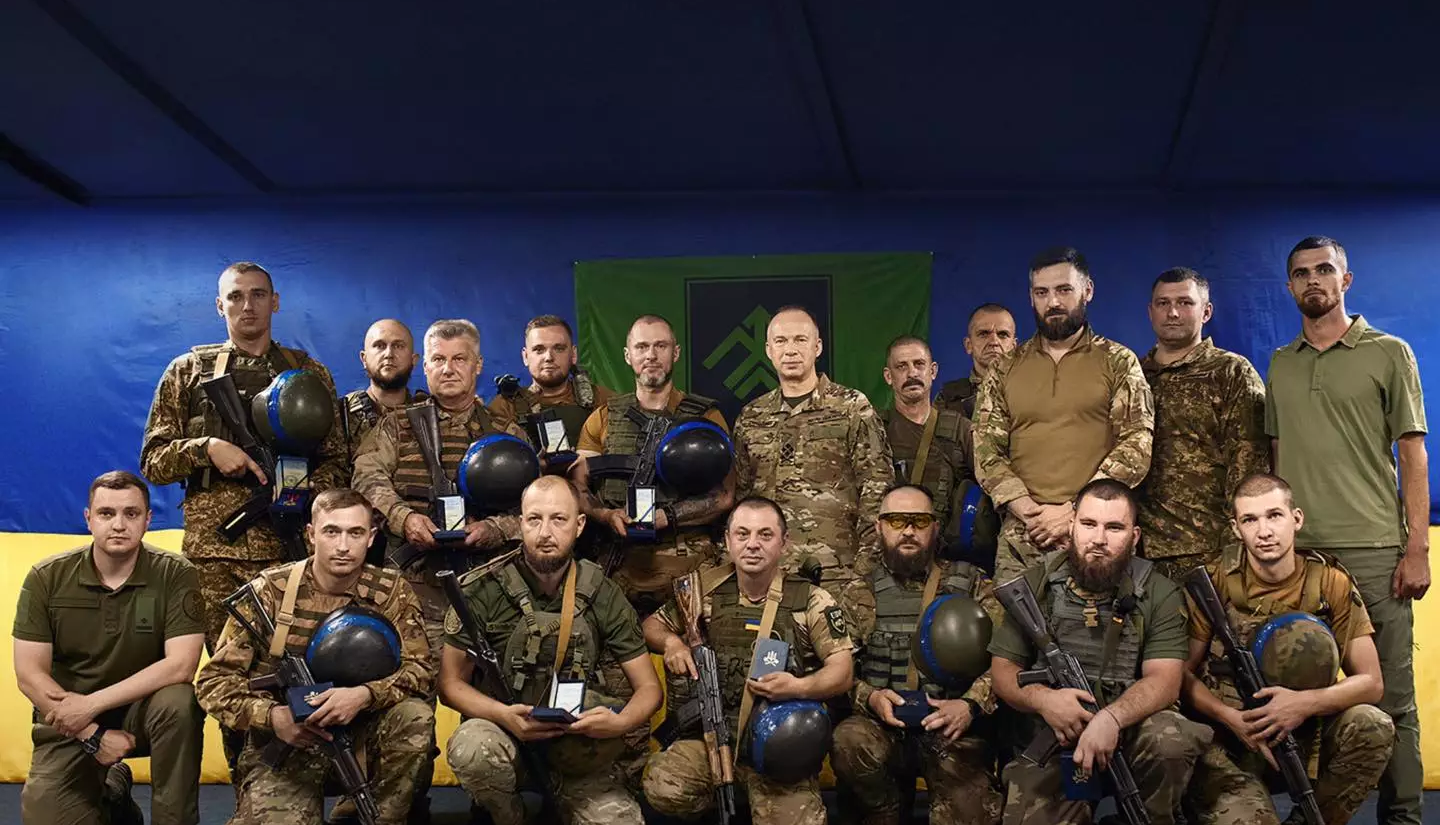
Los combatientes de Jartia con el comandante de las Fuerzas Armadas Ucranianas Oleksandr Syrskiy

En 2023, Jartia se reformó como una brigada de la Guardia Nacional de Ucrania, menos de un año después de su fundación. A principios de mayo de 2024, la brigada luchó en los bosques de Ocheretyne y Serebriansky. A finales de mayo de 2024, los cazas de Jartia detuvieron el ataque masivo ruso a Járkov.

## Comandantes
- Fundador de la unidad de voluntarios de Jartia : Vsevolod Kozhemyako (2022-2023)
- Comandante de brigada Jartia – Igor Obolienskiy (desde 2023)
- Jefe de gabinete de Jartia – Maksym Holubok (desde 2023)

## Planificación de misiones e interoperabilidad de la OTAN
Jartia utiliza los protocolos del proceso de toma de decisiones militares (MDMP) y procedimientos de liderazgo de tropas (TLP), así como SOP modernos (procedimientos operativos estándar). Jartia realiza revisiones posteriores a la acción para aprovechar al máximo cada misión. La unidad también utiliza la estructura S del personal de brigada según el estándar de la OTAN. 

## Reclutamiento
Jartia lanzó su primera campaña de reclutamiento en 2023.  “Garantizamos 60 días de entrenamiento militar”, fue el lema de la campaña. En 2024, el destacado poeta, novelista, músico ucraniano y partidario de Jartia desde hace mucho tiempo, Serhiy Zhadan, se unió a las filas de la brigada. 
En julio de 2024, el filósofo y escritor francés Bernard-Henri Lévy visitó a los combatientes de Jartia. En septiembre de 2024, el historiador Timothy Snyder visitó Jartia en la región de Járkov.  En octubre de 2024, la brigada recibió al ministro de Defensa de los Países Bajos, Ruben Brekelmans. 

## Símbolos
Serhiy Zhadán propuso el nombre Jartia, combinando el término “carta” en ucraniano con Járkov, la ciudad natal de la unidad.  Zhadán también escribió el himno oficial de la brigada, interpretándolo con su banda Zhadan y Sobaky.
El emblema de Jartia es una variación del escudo de armas del Regimiento cosaco de Járkov Sloboda, un arco con una flecha, firmemente tensada.

## Conmemoración
Jartia se esfuerza por rendir homenaje a sus héroes caídos y publica periódicamente sus obituarios en las páginas oficiales de las redes sociales. El servicio de patrocinio de Jartia se formó en 2024. Su misión es cuidar a los soldados heridos y apoyar a las familias de los combatientes muertos en acción. 

## Lectura adicional
- The New York Times: El poeta y estrella del rock ucraniano lucha en primera línea y actúa detrás de ella
- The Wall Street Journal : Desde magnates hasta cantantes pop, ucranianos de todos los sectores se unen en el frente
- NPR: Una mirada al interior del 'batallón de multimillonarios' ucranianos que lucha contra las fuerzas rusas
- Aftenposten : ¿Klarer de å stoppe Putin's ofensiv? Nå enojado ruso som om krigen er over i morgen